# Ariaramnes II
Ariaramnes II, rei de Capadòcia, fill i successor de Ariarates II.
El selèucida Antíoc I Soter ("el Salvador") va continuar l'obra del seu pare i fou reconegut a tots els seus dominis, i el 280 aC va enviar un exèrcit a Capadòcia que no el reconeixia i va ocupar el país. El rei Ariarates II va fugir a Armènia on va rebre l'ajut del rei Adrat. Finalment el rei sirià va accedir a nomenar sàtrapa al fill, Ariaramnes II, que no va portar pas el títol reial almenys els primers anys, ja que sembla que Antíoc II Theós li va donar el títol reial el 256 aC. Després del 230 aC va acollir a Antíoc Hierax casat amb una filla seva (una germana de Hierax estava casada a Ariarates II)
Va associar al tron al seu fill Ariarates III que després el va succeir.

## Nota
1. ↑  Smith, William (editor). A Dictionary of Greek and Roman Biography and Mythology (en anglès), 1870.
 Allà aquest rei es indicat com a Ariamnes però les monedes demostren que el nom era Ariaramnes